# 中国人民解放军陆军合成第六十旅
合成第六十旅（英語：60th Combined Arms Brigade），又称“一江山旅”，是中国人民解放军陆军第八十三集团军下辖的一个中型合成旅，驻地陕西省渭南市。

## 历史概述

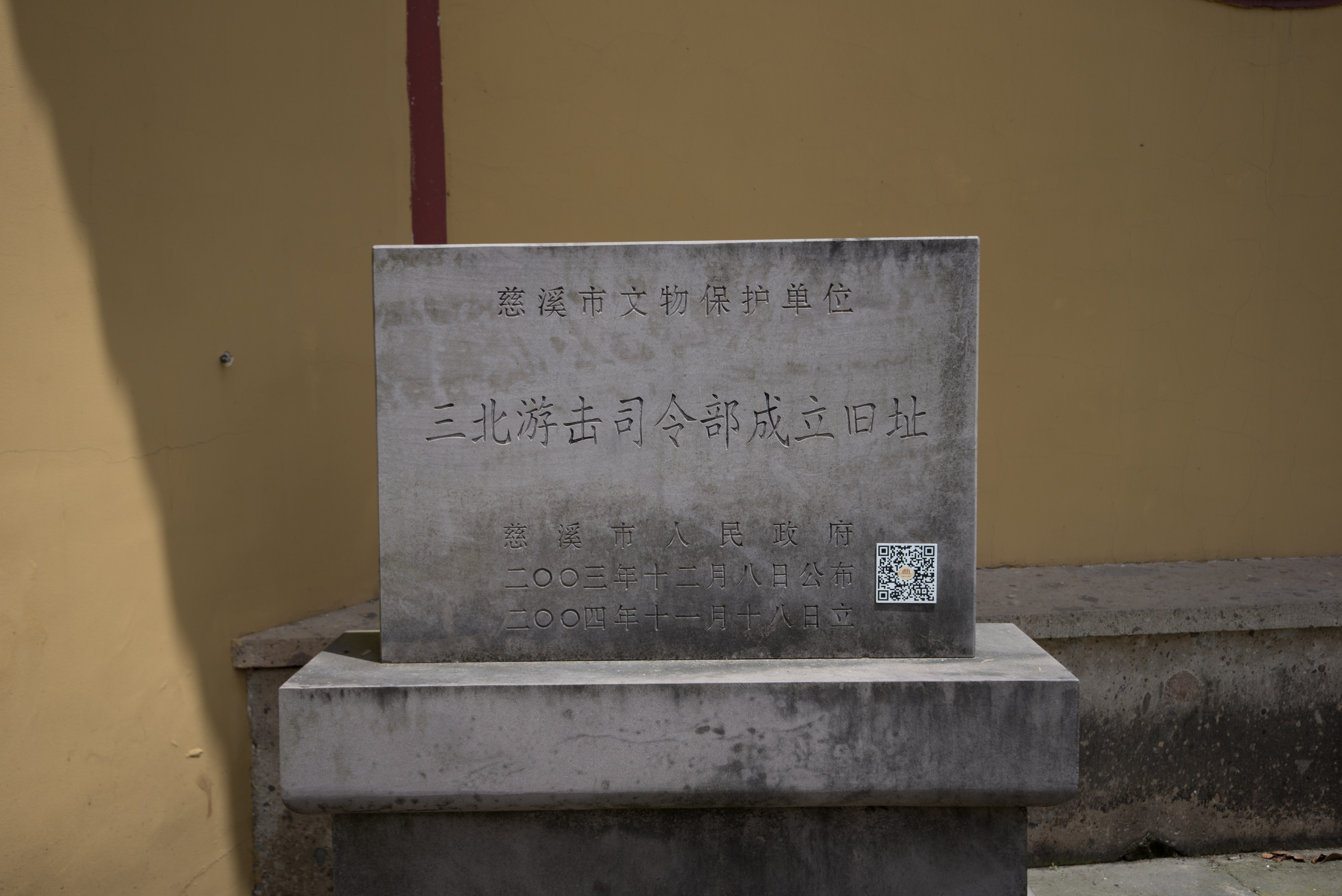
三北游击司令部成立旧址（非司令部机关驻地），位于慈溪县

### 抗日战争
该旅建制形成于1942年7月28日成立的三北游击司令部（“三北”意为镇海、慈溪、餘姚三县的北部），但要追溯其前身，可追溯到1938年2月和8月，由中共党员吴建功和连柏生等人，在上海浦东相继组建的抗日武装——南汇县抗日保卫团第2中队、第4中队。1939年6月，扩编为南汇县抗日自卫总团第2大队（简称“抗卫二大”）。1940年5月，改编为淞沪游击队第五支队（属“浙抗”领导）。1941年5月，第五支队和宣布反正的汪精卫政权的前和平建國軍十三师二十五旅五十团的部分人员，南渡杭州湾，挺进浙东敌后，与当地的游击武装会合，开辟了浙东“三北”抗日根据地。尽管被后人称为“抗日根据地”，但实际上在1942年三北游击司令部成立前这些位于“三北”地区游击队之间联系并不紧密，多各自为战。因为在当时当地的中共组织尚不健全，且包括连柏生、吴建功在内的游击队领导者也并非职业军人，军事经验匮乏，尚不具备跨地区部队协调指挥的能力。
1942年夏，中共浙东党委成立，同期在慈溪北部的鸣鹤场金仙寺召开党组会议，会议决定正式组建三北游击司令部，首任司令员为由陈毅亲自指派的，在情报和军事作战均经验丰富的何克希，政治委员谭启龙。三北游击司令部成立后，统一整编浙东的游击力量。把主力部队编为三、四、五支队，简称三五支队，此外还有南进支队、特务大队、新慈溪国民兵团、海防中队和特务连。成立时部队连同各办事处人员共有1510人，有轻重机枪36挺，长短枪878支。司令部机关（即后来的六十师师部机关）位于餘姚县梁弄镇晓岭街。2006年，该地与其他曾被浙东抗日根据地使用的建筑一道被列入第六批全国重点文物保护单位中的浙东抗日根据地旧址项目。

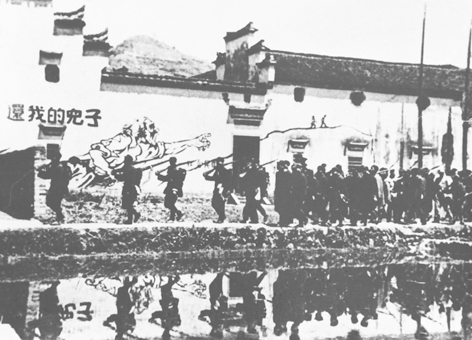
新四军部队经过浙东一村庄

1944年1月公开进入国民革命军新编第四军战斗序列，为新四军浙东游击縱隊。1944年，新四军在苏北发起一系列针对日军的攻势战役，以车桥战役为开端至12月结束，先后歼灭日伪军5万余人，收复国土7400余平方公里、光复人口160余万，攻克日伪军据点570处。新四军根据中共中央军委关于向浙江、河南发展、迎接战略反攻的部署，新四军第1师主力渡江南下，与苏南部队和浙东游击纵队会师，成立苏浙军区。新四军第4师主力西征豫东，恢复了豫皖苏抗日根据地。第5师派出河南挺进兵团北上，开辟了豫南、豫中抗日根据地。新四军第5师还与南下的八路军第359旅会师，成立了鄂豫皖湘赣军区。
抗日战争期间该部开辟浙东抗日根据地，先后进行大小战斗643次，毙、伤日军610余人，俘日军少佐顾问以下21人。毙、伤伪军3062人，俘5504人。此外，该部自1942年8月起，营救战机失事的同盟国飞行员超过18名。

### 第二次国共内战与朝鲜战争
抗日战争结束后，整编为华东野战军第一师第三旅、第一纵队第三师等部。历经数次改革后成为中国人民解放军第二十军第六十师，先后参加了泰安、宿北、鲁南、莱芜、孟良崮、豫东、淮海、渡江、上海等战役，参与并打赢过第二次国共内战中的众多恶仗、硬仗，是第三野战军的主力师。也是极少数成立之时没有任何红军基础且完全由地方民兵游击队组成，于1944年才列入正规军序列，却最终成为解放军主力师的范例。
抗美援朝期间，第六十师作为第九兵团一部分入朝，参加长津湖战役，负责古土里附近的进攻，担任切断美国海军陆战队第一师南逃路线的任务，但自身也元气大伤，不得不休整数月后才参与抗美援朝第五次战役。
在第五次战役第二阶段第六十师迅速突破昭阳江插至五马峙，前卫的178团2营在第一梯队突破敌前沿后，向敌纵深穿插30公里，驱逐、消灭了沿途之敌，按时占领指定地区，及时抢占了合围要点五马峙，截断了韩国国军第3步兵师和第9步兵师的退路，为主力部队歼敌创造了条件。战役胜利结束后，中国人民志愿军和朝鲜人民军联合司令部发出电令，嘉奖第60师突破昭阳江，强行插入敌人纵深，按时抢占五马峙的行动。尖刀连第178团5连荣立集体一等功，连长毛张苗荣获“一级战斗英雄”称号。朝鲜战争中该师涌现了一级战斗英雄毛张苗(后曾任60师师长)、魏玉德、沈树根、一级模范张益仁、二级战斗英雄曹光景等英雄模范。60师于1952年8月回国。

### 朝鲜战争回国至今
1955年，以第六十师作为主体的登陆部队参与了一江山岛战役，此次系中国人民解放军的首次海陆空三军联合作战。此役前后第六十师还参与解放了所有浙东岛屿。
1998年六十师整编为摩托化步兵第六十旅，2011年改为机械化步兵第六十旅，并成为全军首批试点的数字化机步旅。2017年改编为中型合成旅，同时也是唯一一支充当蓝军部队的中型旅。

## 浙东抗日根据地战斗序列
参考资料：
| 浙东抗日游击队（1942年7月） - 三北游击司令部（司令员何克希、副司令员连柏生、政治委员谭启龙、参谋长刘亨云、政治部主任张文碧） - 第三支队（支队长林达、政治委员蔡群帆、支队附华一鸣、参谋长余龙贵） - 第四支队（支队长吴建功、政治委员吕炳奎、参谋长张季伦） - 第五支队（支队长连柏生兼，参谋长张席珍） - 特务大队 - 慈溪新国民兵团 - 教导队 |

| 新四军浙东游击纵队（1944年1月） - 纵队司令部（司令员何克希、政治委员谭启龙、参谋长刘亨云、政治部主任张文碧） - 第三支队（支队长余龙贵、政治委员林达、政治部主任曾平） - 第五支队（支队长王胜、政治委员兼政治处主任邱相田） - 第一大队 - 第二大队 - 第三大队 - 金肖支队（支队长蔡群帆、政治委员杨思一、政治处主任钟发宗） - 第一大队 - 第二大队 - 浦东支队（支队长诸亚民、政治委员姜杰） - 三北自卫总队（总队长兼政治委员王耀中、参谋长张席珍、政治处主任黄知真） - 四明自卫总队（总队长罗白桦、政治委员刘清扬、参谋长李明） - 海防大队 - 警卫大队 - 教导大队 |

## 沿革
参考资料：
| 部隊番號                       | 使用時期                |
| 前身部队                       | 前身部队                |
| ------------------------------ | ----------------------- |
| 南汇县抗日保卫团第二、第四中队 | 1938年2月-1939年6月     |
| 南汇县抗日自卫总团第二大队     | 1939年6月-1940年5月     |
| 中共淞沪游击队第五支队         | 1940年5月-1941年5月     |
| 三北抗日根据地                 | 1941年5月-1942年7月28日 |
| 现有编制                       |                         |
| 三北游击司令部                 | 1942年7月28日-1944年1月 |
| 新四军浙東游击縱隊             | 1944年1月-1945年2月     |
| 新四军苏浙军区第二纵队         | 1945年2月-1945年11月    |
| 新四军第三旅                   | 1945年11月-1946年7月    |
| 山东野战军第三旅               | 1946年7月-1947年1月     |
| 华东野战军第三师               | 1947年1月-1949年2月     |
| 中国人民解放军第二十军第六十师 | 1949年2月-1960年1月     |
| 陆军第六十师                   | 1960年1月-1985年9月     |
| 步兵第六十师                   | 1985年9月-1998年10月    |
| 摩托化步兵第六十旅             | 1998年10月-2011年12月   |
| 机械化步兵第六十旅             | 2011年12月-2017年2月    |
| 合成第六十旅                   | 2017年4月至今           |

## 荣誉
- 江阴老虎团、沙家浜团：原陆军第五十九师第一七五团，1985年转隶步兵第六十师。
- 抗洪抢险英雄连、沙家浜连：原步兵第六十师第一七五团二连

### 延伸阅读
- 宁波市新四军曁华中敌后抗日根据地研究会, , 北京市: 中共党史出版社, 2001, ISBN 9787801365514
- 浙江省档案馆,  (PDF), 北京市: 中共党史出版社, 1994  [2022-07-24], （原始内容存档 (PDF)于2022-07-24）
- 光亭, , 董旻杰  (编), , 突击23 (朝鲜战争專輯), 呼和浩特市: 内蒙古人民出版社, 2007-04, ISBN 9787204081660 （中文）
- 徐焰, , 沈阳市: 辽宁人民出版社, 2011, ISBN 978-7-205-06942-1